# Rozejm w Compiègne (1918)

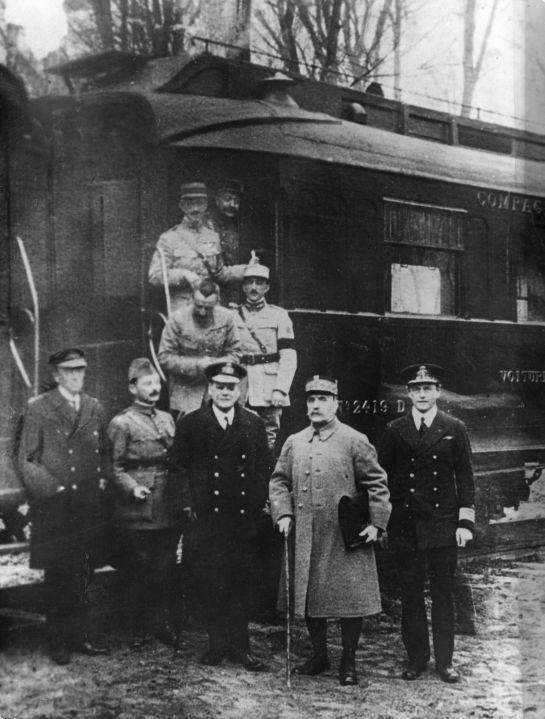
Ferdinand Foch przed wagonem kolejowym w lesie Compiègne

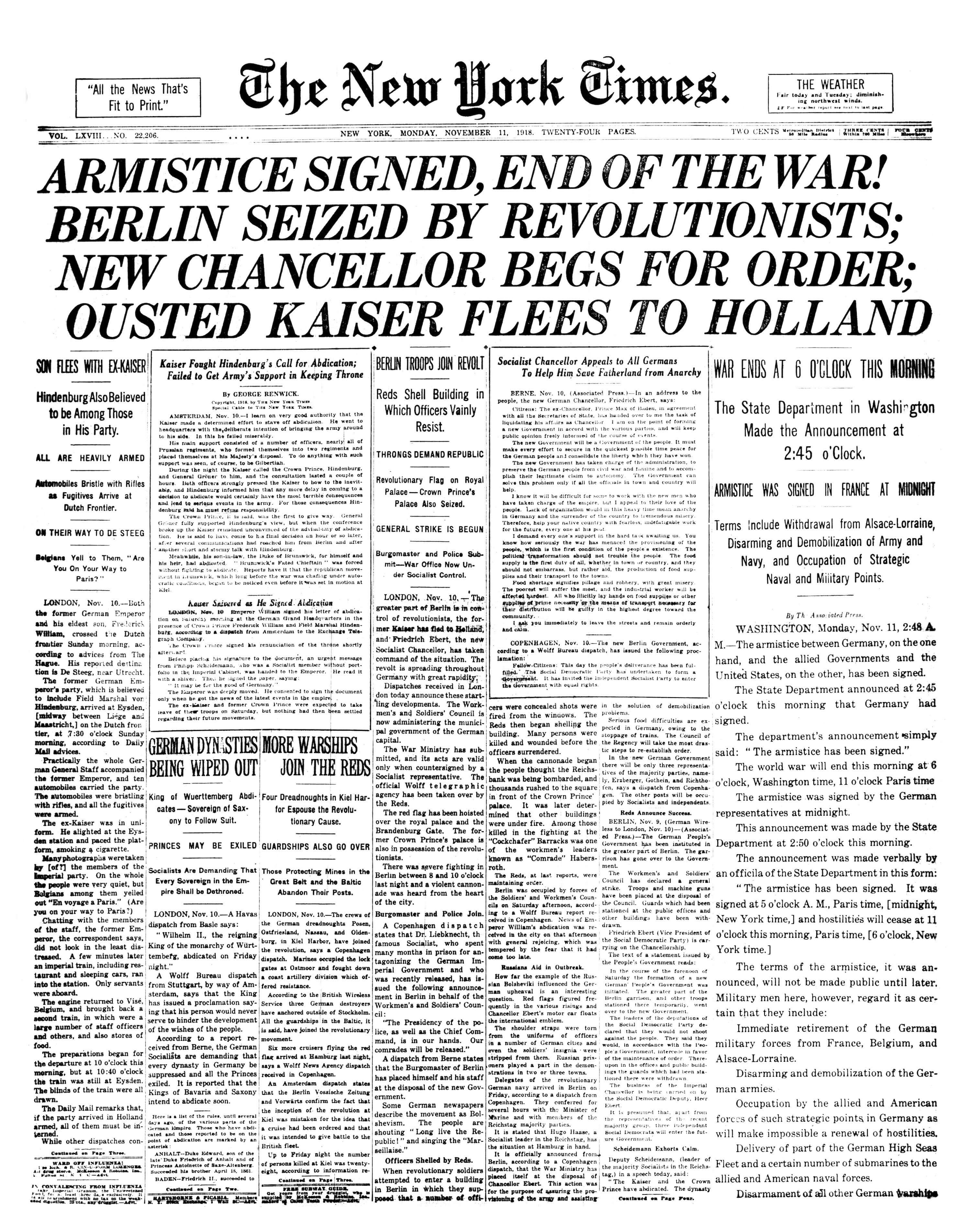
Strona tytułowa „The New York Times” obwieszcza rozejm

I Rozejm w Compiègne – kończący I wojnę światową układ rozejmowy pomiędzy Ententą i Cesarstwem Niemieckim, uzgodniony w poniedziałek 11 listopada 1918 o godzinie 5:12 i podpisany o 5:20 rano w wagonie kolejowym w lesie Compiègne. Zgodnie z propozycją marszałka Focha obie strony przyjęły jako godzinę złożenia podpisów 5:00. Rozejm wszedł w życie tego samego dnia o godzinie 11:00 czasu paryskiego, to jest po 6 godzinach od zakomunikowanej godziny podpisania.
Przewodniczącym strony Sprzymierzonych był wódz naczelny wojsk, marszałek Ferdinand Foch, zaś przewodniczącym delegacji niemieckiej Matthias Erzberger. Pozostałymi członkami niemieckiej delegacji rozejmowej byli Alfred von Oberndorff (dyplomata z Ministerstwa Spraw Zagranicznych), komandor Ernst Vanselow i generał major Detlof von Winterfeldt.
Rozejm wg art. XXXIV obwiązywać miał przez 36 dni - do 17 grudnia, 13 grudnia przedłużono go do 17 stycznia 1919, 16 stycznia do 17 lutego, wreszcie 16 lutego na czas nieokreślony z możliwością wypowiedzenia z trzydniowym wyprzedzeniem.
Na konferencji pokojowej w Paryżu potwierdzono warunki rozejmu traktatem wersalskim z 28 czerwca 1919, który wszedł w życie 10 stycznia 1920.

## Postanowienia rozejmu w Compiègne
- Wejście w życie w sześć godzin od podpisania (godzina 11:00 przed południem)
- Natychmiastowe wycofanie Armii Cesarstwa Niemieckiego z Francji, Belgii, Luksemburga oraz Alzacji i Lotaryngii
- Stopniowe wycofanie wszystkich wojsk niemieckich z własnych terenów na zachód od Renu i strefy 30 km od jego brzegów w miastach Moguncja, Koblencja i Kolonia; okupacja Nadrenii przez wojska państw Ententy
- Wycofanie wojsk niemieckich na wschodzie na granicę z roku 1914
- Anulowanie traktatu brzeskiego i traktatu w Bukareszcie
- Internowanie niemieckiej floty (Hochseeflotte) i utrzymanie przez aliantów blokady morskiej Niemiec
- Repatriacja alianckich jeńców, jeńcy niemieccy mieli zostać zwolnieni po zawarciu pokoju
- Wydanie Sprzymierzonym 5000 dział, 25 000 karabinów maszynowych, 1700 samolotów, wszystkich okrętów podwodnych, 5000 lokomotyw, 5000 ciężarówek i 150 000 wagonów kolejowych. Pierwotne żądania aliantów, przedstawione rankiem 8 listopada 1918 r., dotyczyły wydania 2000 samolotów, 160 okrętów podwodnych, 10 000 ciężarówek i 30 000 karabinów maszynowych, jednakże wielkości te przekraczały ilości sprzętu i uzbrojenia faktycznie posiadanego przez Niemców.

## Rozejm w Compiègne a sprawa Polski
Artykuł XII rozejmu w Compiègne przewidywał ewakuację wojsk niemieckich z Austro-Węgier, Rumunii, Turcji oraz byłego już Imperium Rosyjskiego, a więc również ziem polskich. W tym ostatnim przypadku, po interwencji m.in. Romana Dmowskiego zmieniono tekst dotyczący wycofania wojsk niemieckich na „gdy alianci uznają moment ewakuacji za właściwy biorąc pod uwagę sytuację wewnętrzną tych obszarów”. Z kolei artykuł XVI głosił, że „Alianci będą mieli wolny dostęp do terytoriów ewakuowanych przez Niemców na Wschodzie już to przez Gdańsk, już to Wisłą, aby móc zaopatrywać ludność i w celu utrzymania porządku”.

## Upamiętnienie
Dzień 11 listopada obchodzony jest jako Dzień Pamięci bądź Dzień Weteranów, w Polsce Narodowe Święto Niepodległości.

## Dodatkowe informacje
W trakcie inwazji na Francję w 1940 Niemcy odnaleźli wagon z Compiègne. Zmusili Francuzów do podpisania w nim nowego rozejmu w Compiègne. Miało to uwypuklać jak bardzo odwróciły się role względem poprzedniego.